# Tecomanthe dendrophila
Tecomanthe dendrophila là một loài thực vật có hoa trong họ Chùm ớt. Loài này được (Blume) K.Schum. miêu tả khoa học đầu tiên năm 1900.